# Norton (Wiltshire)
Norton – wieś i civil parish w Anglii, w hrabstwie Wiltshire. W 2011 roku civil parish liczyła 201 mieszkańców. Norton jest wspomniana w Domesday Book (1086) jako Nortone. W obszar civil parish wchodzą także Bremilham i Foxley.